# Osina
Osina [ɔ'ɕina] (deutsch Schönhagen) ist ein Ort im Powiat Goleniowski (Gollnower Kreis) der polnischen Woiwodschaft Westpommern mit knapp 1000 Einwohnern.

## Geographische Lage

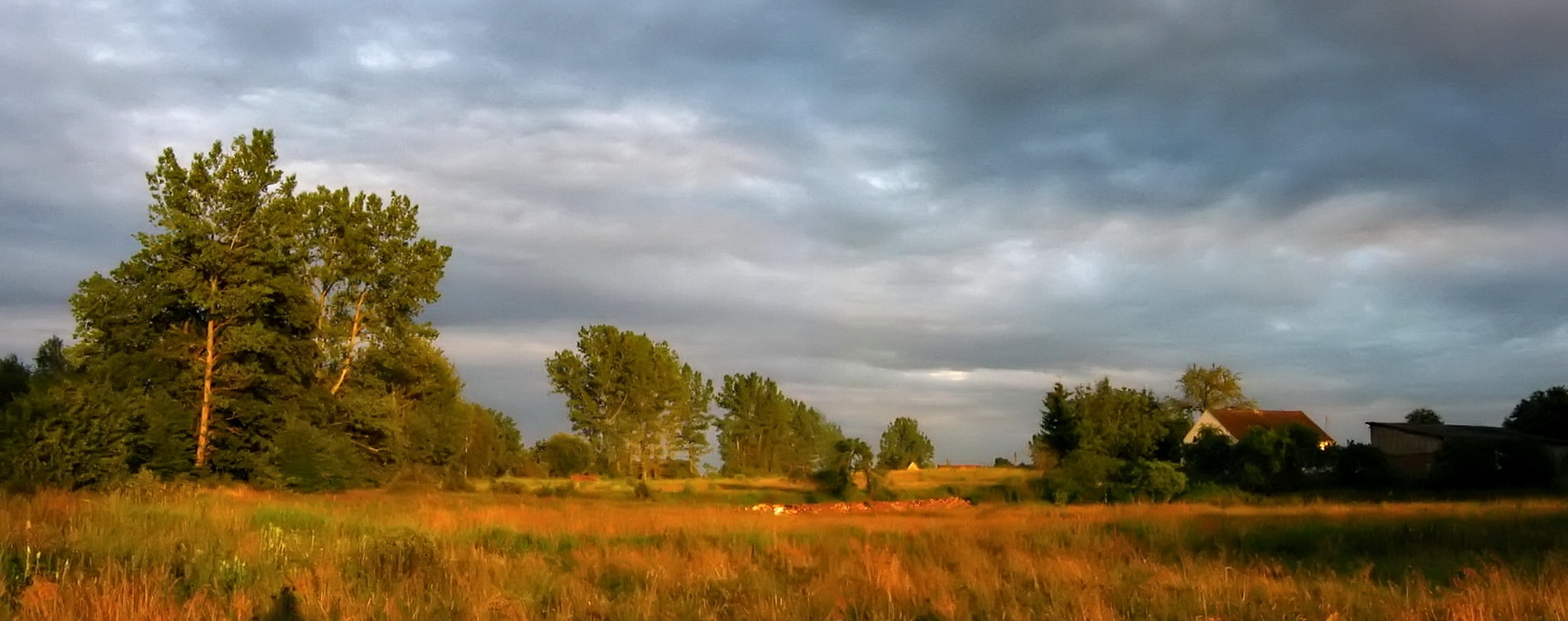
Landschaftliche Umgebung

Das Dorf liegt in Hinterpommern, etwa 15 Kilometer nordöstlich der Stadt Gollnow (Goleniów) und 36 Kilometer nördlich der regionalen Metropole Stettin. Durch die Ortschaft fließt die Stepnitz (Stepnica).

## Geschichte

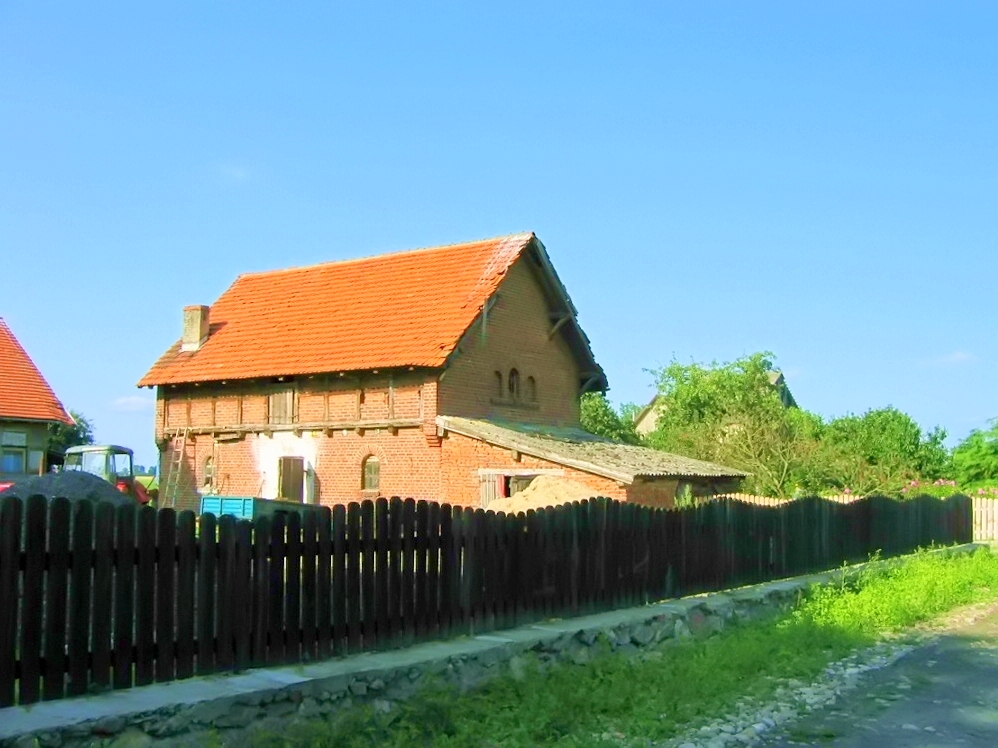
Bauernhaus

Zu dem Pfarrkirchdorf Schönhagen gehörten im 19. Jahrhundert mehrere Bauernhöfe und ein Rittergut. In dem Dorf Schönhagen gab es eine Mutterkirche, eine Schule und eine Schmiede. Das Gut war 1795 von dem Oberstlieutenant Georg Ludwig von Döberitz durch Aufkauf eines Anteils in einer Hand vereinigt worden. Er verkaufte das Gut 1808 für 35.000 Taler an den Oberamtmann Johann Christian Schmidt. 1835 ging das Gut in den Besitz von Johann Georg Albert Schmidt über. Nachdem sich das Gut 60 Jahre lang im Besitz der Familie Schmidt befunden hatte, wurde es 1863 von Wilhelm Sauberzweig aufgekauft, der es 1867 an den Domänenrat Schultz veräußerte. 
Im Jahr 1884 hatte das Rittergut Schönhagen mit Ziegelei eine Flächengröße von 676 Hektar und befand sich im Besitz eines in Berlin wohnhaften Majors von Massow. Besitzer des Ritterguts mit Ziegelei war 1892 ein Lieutenant von Dewitz. Die Familie Dewitz besaß das Gut auch noch 1896.
Am 1. April 1927 hatte das Gut Schönhagen eine Flächengröße von 699 Hektar, und am 16. Juni 1925 hatte der Gutsbezirk 243 Einwohner. Der Gutsbezirk ist vor 1932 in die Landgemeinde Schönhagen eingegliedert worden.
In den 1930er Jahren standen auf dem 9,5 km² großen Gemeindegebiet insgesamt 40 bewohnte Wohnhäuser an vier Wohnplätzen:
1. Augustenhof
2. Bahnhof Schönhagen (Kr. Naugard)
3. Schönhagen
4. Ziegelei

Hauptwohnort war Schönhagen.
Schönhagen gehörte bis 1945 zum Landkreis Naugard in der preußischen Provinz Pommern des Deutschen Reichs. Die Landgemeinde war dem Amtsbezirk Wangeritz zugeordnet.
Gegen Ende des Zweiten Weltkriegs besetzte im Frühjahr 1945 die Rote Armee die Region. Nach Einstellung der Kampfhandlungen wurde Schönhagen zusammen mit ganz Hinterpommern seitens der sowjetischen Besatzungsmacht der Volksrepublik Polen zur Verwaltung überlassen. Es begann nun die Zuwanderung polnischer Zivilisten. Das deutsche Dorf Schönhagen wurde unter der Ortsbezeichnung ‚Osina‘ verwaltet. Die einheimische Bevölkerung wurde in der darauf folgenden Zeit von der polnischen Administration vertrieben.

### Demographie
| Jahr | Einwohner | Anmerkungen |
| ---- | --------- | --- |
| 1783 | –         | adliges Gut mit einem Ackerwerk, einer Schäferei, neun Vollbauern, einer Mutterkirche und 24 Feuerstellen (Haushaltungen) im Flemmingschen Kreis sowie mit einem kleinen Ackerwerk, einer Schäferei und vier Feuerstellen im Saatziger Kreis |
| 1818 | 190       | Dorf, adlige Besitzung |
| 1852 | 291       | Dorf |
| 1864 | 279       | am 3. Dezember, im Gutsbezirk und Gemeindebezirk zusammen |
| 1867 | 283       | am 3. Dezember, davon 141 im Gemeindebezirk und 142 im Gutsbezirk |
| 1871 | 298       | am 1. Dezember, davon 88 im Gemeindebezirk (sämtlich Evangelische) und 210 im Gutsbezirk (208 Evangelische, zwei Katholiken) |
| 1885 | 291       | am 1. Dezember, davon 122 im Gemeindebezirk (sämtlich Evangelische) und 169 im Gutsbezirk (sämtlich Evangelische) |
| 1890 | 282       | am 1. Dezember, davon 92 im Gemeindebezirk und 190 im Gutsbezirk |
| 1910 | 293       | am 1. Dezember, davon 105 in der Landgemeinde und 188 im Rittergut |
| 1925 | 325       | darunter 322 Evangelische und zwei Katholiken |
| 1933 | 261       | [ 17 ] |
| 1939 | 250       | [ 17 ] |

Bevölkerung nach 1945
Im Jahr 2014 wurden 960 Einwohner (Polen) gezählt.

## Gemeinde
Die Landgemeinde Osina umfasst eine Fläche von etwa 100 km² und besteht neben dem gleichnamigen Hauptort aus den zehn Ortsteilen Bodzęcin (Basenthin), Kikorze (Kicker), Kościuszki (Hindenburg), Krzywice (Kriewitz), Przypólsko, Redło (Pflugrade), Redostowo (Retztow), Węgorza (Fanger), Węgorzyce (Wangeritz) und Kałużna.